# Memor
Memor (en llatí: Memor) va ser un possible usurpador del tron imperial romà.
Era d'origen nord-africà i servia a Egipte on tenia al seu càrrec l'Annona, el subministrament del gra egipci a altres parts de l'Imperi. Quan Macrià es va revoltar, Memor li va donar suport (o va donar suport a Mussi Emilià, el governador d'Egipte partidari de Macrià). Quan Emilià va ser derrotat i executat, Memor va intentar organitzar la resistència i potser va considerar proclamar-se emperador al lloc d'Emilià, però el van capturar i assassinar segurament abans de fer cap proclamació, cap a l'any 262. En parlen Pere Patrici el Mestre i Zòsim.